# Boca (Guayanilla)
Boca es un barrio ubicado en el municipio de Guayanilla en el estado libre asociado de Puerto Rico. En el Censo de 2010 tenía una población de 1089 habitantes y una densidad poblacional de 46,21 personas por km².

## Geografía
Boca se encuentra ubicado en las coordenadas 17°58′10″N 66°48′49″O / 17.96944, -66.81361. Según la Oficina del Censo de los Estados Unidos, Boca tiene una superficie total de 23.57 km², de la cual 16.54 km² corresponden a tierra firme y (29.79%) 7.02 km² es agua.
Está rodeado al norte por el Barrio Indios de Guayanilla, al oeste por el Barrio Barinas de Yauco y al sur y este por el Mar Caribe. Sus sectores urbanos son Parcelas Boca, Sector Cervoni, Sector Cooperativa, Sector La Uva, Sector Guásima, Sector Los Torres, Sector Monte Flores, Sector Media Quijada (compartido con el Barrio Barinas) y el Sector San Francisco.

## Demografía
Según el censo de 2010, había 1089 personas residiendo en Boca. La densidad de población era de 46,21 hab./km². De los 1089 habitantes, Boca estaba compuesto por el 75.02% blancos, el 13.77% eran afroamericanos, el 0.46% eran amerindios, el 6.15% eran de otras razas y el 4.59% pertenecían a dos o más razas. Del total de la población el 99.91% eran hispanos o latinos de cualquier raza.